# Kamil Stoch
Pour les articles homonymes, voir Stoch.
Kamil Wiktor Stoch, né le 25 mai 1987 à Zakopane, dans la voïvodie de Petite-Pologne, est un sauteur à ski polonais. Il est l'un des meilleurs sauteurs à ski de son époque remportant notamment, l'or olympique au grand tremplin en 2018 à Pyeongchang, deux titres olympiques sur petit et grand tremplin en 2014 à Sotchi, le titre de champion du monde sur grand tremplin en 2013 à Val di Fiemme, la Coupe du monde en 2014 et la tournée des quatre tremplins à 3 reprises lors des hivers 2017, 2018 et 2021 : en 2018, il en remporte toutes les épreuves, devenant ainsi le deuxième athlète de l'histoire à réaliser ce Grand Chelem après l'Allemand Sven Hannawald.

## Carrière

### Débuts
Kamil Stoch fait ses débuts internationaux en janvier 2004 à l'âge de seize ans, lors d'une manche de Coupe du monde disputée à Zakopane, sa ville natale et de son club (WKS Zakopane). L'année suivante, il participe à ses premiers Championnats du monde, prenant la sixième place par équipes. Le Polonais a également obtenu son premier top 10 à Pragelato lors de la saison 2004/2005. En 2004 et 2005, il est médaillé d'argent à chaque fois par équipes lors des Championnats du monde junior En 2006, il prend part à ses premiers Jeux olympiques, se classant seizième puis vingt-sixième en individuel. Durant l'été 2007, il s'impose à Oberhof lors d'une manche du Grand Prix.

### Premiers succès
En 2009, il se classe à deux reprises quatrième aux Championnats du monde de Liberec, à l'individuel en petit tremplin et à l'épreuve par équipes.
Il gagne à Zakopane son premier concours de Coupe du monde sept ans après ses débuts le 23 janvier 2011, lui permettant de finir dixième au classement général. Suivant les traces d'Adam Malysz, il devient champion du monde en 2013 sur le grand tremplin à Val di Fiemme dix ans après le titre de ce dernier également à Val di Fiemme. Il est également médaillé de bronze avec Dawid Kubacki, Piotr Zyla et Maciej Kot lors de la compétition par équipes sur tremplin normal. 

### Sacre olympique en 2014
Après plusieurs podiums au début de la saison 2013-2014, Kamil Stoch gagne la médaille d'or aux Jeux olympiques de Sotchi au petit tremplin avec environ treize points d'avance sur le deuxième Peter Prevc. Quelques jours plus tard, il est titré dans l'épreuve en grand tremplin devant Noriaki Kasai et Peter Prevc ce qui fait de lui le troisième homme de l'histoire à avoir remporté les deux concours individuels lors de mêmes Jeux olympiques après Matti Nykänen et Simon Ammann. Vainqueur de six concours cette saison, il remporte son premier globe de cristal à l'issue du concours de Planica.
La saison 2014-2015 est plus difficile pour lui, il se blesse en décembre puis revient pour la Tournée des quatre tremplins avant de remporter pour la première fois devant son propre public le concours de Zakopane. Il reçoit tout de même la Médaille Holmenkollen cette année.
Lors de la saison 2016-2017, il revient dans le haut des classements, remportant la dernière manche de la Tournée des 4 tremplins après deux deuxièmes places sur les deux précédentes. Il s'adjuge avec une marge claire la Tournée et a désormais gagné tous les titres majeurs du saut à ski. Il continue sur cette vague victorieuse avec trois succès devant son public, dont un doublé à Wisla puis à Sapporo et Vikersund. Seul Stefan Kraft se place devant lui au classement général de la Coupe du monde.
Il fait partie de la première équipe polonaise championne du monde à Lahti en 2017 avec Dawid Kubacki, Maciej Kot et Piotr Zyla, où il est aussi quatrième et septième en individuel.

### 2018: nouveau titre olympique
Entre le 30 décembre 2017 et le 6 janvier 2018, Kamil Stoch remporte la Tournée des quatre tremplins pour la deuxième fois consécutivement, en réalisant le Grand Chelem, s'imposant successivement à Oberstdorf, Garmisch-Partenkirchen, Innsbruck et Bischofshofen, un exploit que seul, depuis la création de l'épreuve en 1953, Sven Hannawald, avait réalisé avant lui au terme de la Tournée 2001-2002. Il prend la tête de la Coupe du monde à Richard Freitag avant les Jeux olympiques 2018, après un podium à Willingen. Quelques semaines plus tard, il gagne deux médailles aux Championnats du monde de vol à ski, ses premières dans cette compétition, avec l'argent en individuel derrière Daniel-André Tande et le bronze à l'épreuve par équipes.
Lors des Jeux olympiques de Pyeongchang, Kamil Stoch remporte la médaille d'or sur grand tremplin, quatre ans après son doublé à Sotchi. L'année suivante, il s'impose lors du concours individuel de l'étape de Coupe du monde de Lahti.

### Engagement personnel
Stoch est également membre de la commission des athlètes à la Fédération internationale de ski,.

## Palmarès

### Jeux olympiques
| Épreuve / Édition   | Individuel     | Individuel     | Par équipes Grand tremplin |
| Épreuve / Édition   | Petit tremplin | Grand tremplin | Par équipes Grand tremplin |
| JO 2006 Turin       | 16e            | 26e            | 5e                         |
| JO 2010 Vancouver   | 27e            | 14e            | 6e                         |
| JO 2014 Sotchi      | Or             | Or             | 4e                         |
| JO 2018 Pyeongchang | 4e             | Or             | Bronze                     |
| JO 2022 Pékin       | 6e             | 4e             | 6e                         |

Légende :
- : première place, médaille d'or
- : deuxième place, médaille d'argent
- : troisième place, médaille de bronze
- — : Kamil Stoch n'a pas participé à cette épreuve

### Championnats du monde
| Épreuve / Édition           | Individuel     | Individuel     | Par équipes                      | Par équipes    |
| Épreuve / Édition           | Petit tremplin | Grand tremplin | Petit tremplin                   | Grand tremplin |
| Mondiaux 2005 Oberstdorf    | —              | 37e            | 6e                               | 9e             |
| Mondiaux 2007 Sapporo       | 11e            | 13e            | Épreuve inexistante à cette date | 5e             |
| Mondiaux 2009 Liberec       | 4e             | 24e            | Épreuve inexistante à cette date | 4e             |
| Mondiaux 2011 Oslo          | 6e             | 19e            | 4e                               | 5e             |
| Mondiaux 2013 Val di Fiemme | 8e             | Or             | Épreuve inexistante à cette date | Bronze         |
| Mondiaux 2015 Falun         | 17e            | 12e            | Épreuve inexistante à cette date | Bronze         |
| Mondiaux 2017 Lahti         | 4e             | 7e             | Épreuve inexistante à cette date | Or             |
| Mondiaux 2019 Seefeld       | Argent         | 5e             | Épreuve inexistante à cette date | 4e             |
| Mondiaux 2021 Oberstdorf    | 22e            | 19e            | Épreuve inexistante à cette date | Bronze         |

Légende :
- : première place, médaille d'or
- : deuxième place, médaille d'argent
- : troisième place, médaille de bronze
- — : Kamil Stoch n'a pas participé à cette épreuve

### Championnats du monde de vol à ski
| Épreuve / Édition | Kulm 2006 | Oberstdorf 2008 | Planica 2010 | Vikersund 2012 | Harrachov 2014 | Kulm 2016 | Oberstdorf 2018 | Planica 2020 | Vikersund 2022 |
| Individuel        | 35e       | 34e             | 16e          | 10e            | 5e             | -         | Argent          | 8e           | 22e            |
| Par équipes       | 9e        | 10e             | 4e           | 7e             | -              | 5e        | Bronze          | Bronze       | 5e             |

### Coupe du monde
- 2 gros globe de cristal en 2014 et 2018.
- Vainqueur de la Tournée des quatre tremplins 2016-2017, 2017-2018  et 2020-2021.
- Vainqueur du Raw Air en 2018 et 2020.
- 80 podiums individuels : 39 victoires, 22 deuxièmes places et 19 troisièmes places.
- 31 podiums par équipes, dont 7 victoires.

#### Victoires individuelles
| Année     | Lieu |
| 2010-2011 | Zakopane (Pologne), Klingenthal (Allemagne), Planica (Slovénie) |
| 2011-2012 | Zakopane (Pologne), Val di Fiemme (Italie) |
| 2012-2013 | Kuopio (Finlande), Trondheim (Norvège) |
| 2013-2014 | Titisee-Neustadt (Allemagne), Engelberg (Suisse), Willingen (Allemagne) (2 fois), Lahti (Finlande), Kuopio (Finlande)                                                                                 |
| 2014-2015 | Zakopane (Pologne), Willingen (Allemagne) |
| 2016-2017 | Lillehammer (Norvège), Bischofshofen (Autriche), Wisła (Pologne) (2 fois), Zakopane (Pologne), Sapporo (Japon), Vikersund (Norvège)                                                                   |
| 2017-2018 | Oberstdorf (Allemagne), Garmisch-Partenkirchen (Allemagne), Innsbruck (Autriche), Bischofshofen (Autriche), Lahti (Finlande), Lillehammer (Norvège), Trondheim (Norvège), Planica (Slovénie) (2 fois) |
| 2018-2019 | Oberstdorf (Allemagne), Lahti (Finlande) |
| 2019-2020 | Engelberg (Suisse), Zakopane (Pologne), Trondheim (Norvège) |
| 2020-2021 | Innsbruck (Autriche), Bischofshofen (Autriche), Titisee-Neustadt (Allemagne) |

#### Classements en Coupe du monde
| Saison/Classement | Général | Général | Tournée des 4 tremplins | Tournée des 4 tremplins |
| Saison/Classement | Class.  | Points  | Class.                  | Points                  |
| ----------------- | ------- | ------- | ----------------------- | ----------------------- |
| 2004-2005         | 53e     | 36      | -                       | -                       |
| 2005-2006         | 45e     | 41      | 34e                     | 486                     |
| 2006-2007         | 30e     | 168     | 15e                     | 811                     |
| 2007-2008         | 30e     | 157     | 21e                     | 766                     |
| 2008-2009         | 30e     | 146     | 36e                     | 523                     |
| 2009-2010         | 24e     | 203     | 30e                     | 540                     |
| 2010-2011         | 10e     | 739     | 15e                     | 810                     |
| 2011-2012         | 5e      | 1078    | 8e                      | 843                     |
| 2012-2013         | 3e      | 953     | 4e                      | 1027                    |
| 2013-2014         | 1er     | 1420    | 7e                      | 938                     |
| 2014-2015         | 9e      | 820     | 10e                     | 1009                    |
| 2015-2016         | 22e     | 295     | 23e                     | 800                     |
| 2016-2017         | 2e      | 1524    | 1er                     | 998                     |
| 2017-2018         | 1er     | 1443    | 1er                     | 1109                    |
| 2018-2019         | 3e      | 1288    | 6e                      | 994                     |
| 2019-2020         | 5e      | 1031    | 13e                     | 1024                    |
| 2020-2021         | 3e      | 955     | 1er                     | 1111                    |
| 2021-2022         | 19e     | 397     | 53e                     | 215                     |
| 2022-2023         | 14e     | 608     | 5e                      | 1087                    |

### Championnats du monde junior
| Épreuve / Édition | Solleftea 2003 | Stryn 2004 | Rovaniemi 2005 |
| Individuel        | 26e            | 16e        | 8e             |
| Par équipes       | 6e             | Argent     | Argent         |

### Grand Prix
- 2e du classement général en 2010, 2011 et 2020.
- 25 podiums individuels, dont 11 victoires.
- 5 victoires par équipes.

### Coupe continentale
- 10 podiums individuels, dont 6 victoires.

## Honneurs
L'astéroïde (25938) Stoch porte son nom.